# Rockin' Every Night Live in Japan
Rockin' Every Night Live in Japan är ett livealbum av den brittiske (nordirländske) blues- och rockartisten Gary Moore. Det spelades in 1983 och gavs ut samma år i Japan samt 1986 i Europa.

## Låtlista
1. "Rockin' Every Night" - 3:18
2. "Wishing Well" - 4:54
3. "I Can't Wait Until Tomorrow" - 12:04
4. "Nuclear Attack" - 5:58
5. "White Knuckles" - 3:48
6. "Rockin' and Rollin'" - 4:05
7. "Back on the Streets" - 5:13
8. "Sunset" - 4:36